# Guinea snoekaal
De Guinea snoekaal (Cynoponticus ferox) is een straalvinnige vissensoort uit de familie van de snoekalen (Muraenesocidae). De wetenschappelijke naam van de soort is voor het eerst geldig gepubliceerd in 1846 door Costa.